# Pelastoneurus remissus
Pelastoneurus remissus är en tvåvingeart som beskrevs av Octave Parent 1939. Pelastoneurus remissus ingår i släktet Pelastoneurus och familjen styltflugor.
Artens utbredningsområde är Costa Rica. Inga underarter finns listade i Catalogue of Life.